# Chione paphia
Chione paphia är en musselart som först beskrevs av Carl von Linné 1767.  Chione paphia ingår i släktet Chione och familjen venusmusslor. Inga underarter finns listade i Catalogue of Life.